# ياروسلافا شفيدوفا
ياروسلافا شيفيدوفا هي لاعبة تنس كازخستينية وقد حصلت علي لقب وحيد عام 2007>. وصلت الي الدور ربع نهائي في رولان جاروس عامي 2010-2012 . هي واحدة من اللاعبات الذين فازو بمجموعة ذهبية والمجموعة الذهبية هي الفوز بمجموعة دون خسارة نقطة وكان ذلك في ويمبلدون 2012 علي ساره إيراني. ويعتبرها البعض أفضل لاعبة تنس كازخستينية.

## روابط خارجية
- ياروسلافا شفيدوفا على موقع رابطة محترفات التنس (الإنجليزية)
- ياروسلافا شفيدوفا على موقع الاتحاد الدولي لكرة المضرب (الإنجليزية)
- ياروسلافا شفيدوفا على موقع كأس بيلي جين كينغ (الإنجليزية)
- ياروسلافا شفيدوفا على موقع خلاصة التنس.كوم (الإنجليزية)
- ياروسلافا شفيدوفا على موقع إي إس بي إن.كوم (الإنجليزية)
- ياروسلافا شفيدوفا على موقع اللجنة الأولمبية الدولية (الإنجليزية)
- ياروسلافا شفيدوفا على موقع أوليمبيديا (الإنجليزية)